# Гостинь
Го́стинь (пол. Gostyń) — місто в західній Польщі. Центр Гостинського повіту та гміни Гостинь Великопольського воєводства.

## Історія
Історія Гостиню сягає 13 століття. Місто було засноване місцевим дворянином Миколаем Пшедпелковічем і отримало магдебурзькі права в 1278 році від короля Пшемисла II. Назване на честь сусіднього села Гостинь, яке відтоді отримало назву Старий Гостинь («Старий Гостинь»).
Гостинь був містом в приватній власності і розвивався як місцевий центр торгівлі та ремесел. Розвитку міста сприяло також те, що воно знаходилося на торговельному шляху між Познанем та Вроцлавом.
В 16 столітті був важливим регіональним центром Реформації, а в 1565 році в гостинській Фарі (костьол св. Мальгожати) відбувся Синод великопольских протестантів.
Місто постраждало під час шведських вторгнень у XVII столітті та епідемії у XVIII столітті. В XVIII столітті через місто проходив один із двох основних маршрутів, що з'єднували Варшаву і Дрезден, і польські королі Август II Сильний і Август III часто їздили цим шляхом.
У 1793 році Гостинь був анексований Пруссією під час Другого поділу Польщі. У 1807 р. був повернутий полякам у складі недовговічного Варшавського герцогства, у 1815 р. знову приєднано до Пруссії.
Гостинь був центром польського опору політиці германізації. У 1835 році тут було засновано «Казино Гостинське» — місцеву польську організацію, яка під прикриттям громадської діяльності вела господарську, освітню та бібліотечну діяльність. Прусська влада ліквідувала організацію в 1846 році, а зібрану ними бібліотеку було перевезено до Познані.
Гостинь був місцем підготовки Великопольського повстання (1848 р), а під час повстання в квітні 1848 р. був захоплений прусами. Багато жителів брали участь у наступному Великопольському повстанні (1918—1919), після якого Гостинь приєднався до відновленої Польської держави.

### Друга Світова війна
Під час німецького вторгнення в Польщу, яке розпочало Другу світову війну, 6 вересня 1939 року Гостинь був захоплений вермахтом.
Під час окупації Польщі Гостинь став місцем публічних страт, арештів і висилань поляків. Перші масові арешти та розстріли були здійснені вже у вересні 1939 року. 21 жовтня 1939 року близько 30 жителів міста, імена яких були внесені до «Sonderfahndungsbuch Polen» (Спеціальна книга прокуратури Польщі), підготовленої місцевою німецькою меншиною, були страчені айнзацкомандою. Серед убитих були міський голова Гостиня Іполіт Нестравський, польські активісти, чиновники, ремісники та колишні великопольські повстанці.
Це було одне з багатьох вбивств поляків, здійснених Німеччиною 20-23 жовтня 1939 року в регіоні, намагаючись заспокоїти та тероризувати польське населення. Масові вигнання почалися 4 грудня 1939 року, коли за наказом штандартенфюрера СС Ернста Дамзога до 2000 поляків було депортовано до Генерального уряду. У період з весни 1940 року по 15 березня 1941 року було депортовано ще 3222 особи. Владислав Навроцький, польський офіцер і довоєнний голова місцевого футбольного клубу Kania Gostyń, був убитий радянськими військами під час розправи в Катині в 1940 році.
Незважаючи на такі обставини, місцеві поляки організували підпільний рух опору, до якого входили структури Польської підпільної держави, таємна молодіжна організація Tajny Hufiec та організація Czarny Legion («Чорний легіон»), заснована в 1940 році. Чорний легіон був розгромлений німцями в 1941 році. Кілька десятків його членів були заарештовані, а потім жорстоко закатовані у в'язниці в Равічю. Після показового нацистського процесу в Цвікау в 1942 році 12 членів були страчені в Дрездені, а кілька десятків ув'язнено в нацистських концтаборах, де 37 з них загинули.

## Основні пам'ятки
- Базиліка на Святій Горі[pl] — монастирський комплекс, визнаний пам'яткою історії. Складається з базиліки Непорочного зачаття Пресвятої Діви Марії та св. Філіпа Нері та Монастирю Отців і Братів Філіпін.[8] Базиліка була побудована на зразок венеціанського собору Санта-Марія-делла-Салюте, в 1675—1698 роках за проектом італійського архітектора Бальтазара Лонгени.(автора Санта-Марія-делла-Салюте). Купол базиліки і монастир братів філіпінів запроектував Помпео Феррарі[pl] — інший видатний італійський архітектор, що працював в Польщі і створив ряд пам'яток в Познаню, Лешно та Вроцлавю. Крім того, серед цікавинок комплексу є Чудотворний Образ Богоматері зі Святої Гори[9], підземелля базиліки та щорічний музичний фестиваль Musica Sacromontana[10], організований Товариством шанувальників музики зі Святої гори[11]. Також в садах базиліки щороку проводять місцеве свято врожаю — дожинки, що святкується в масштабах цілого повяту: з ярмарком, концертом, забавами для дітей та дорослих.[12]
- міська ратуша[pl] — сучасна ратуша повстала в 1909—1910 роках як результат перебудови двох сусідніх будинків[13] за проектом Луцьяна Міхаловського[pl]. Під час Другої світової війни в підземелях ратуші знаходилася в'язниця. Зараз на фасаді встановлено пам'ятну табличку, присвячену публічній страті, що відбулася 21 жовтня 1939 року, під час якої було розстріляно 30 жителів Гостиня і околиць.[14]
- Фара (костел святої Мальгожати)[pl] — односчасно найстаріший храм і будівля міста — перші згадки про неї з'являються в 1310 році. 45 метрову вежу фари побудували в 15 столітті і в той час вона виконувала також оборонні функції. В середині XVI століття побудували ґанок, скарбницю, каплицю св. Анни та останні два поверхи вежі. Відтоді зовнішній вигляд церкви майже не змінився. Масштабні внутрішні реконструкції фари відбувалися в 1689 році (з того часу походять зірчасті барокові склепіння), а також в 1901—1906 роках — під час цієї реконструкції знайшли середньовічні труни і входи до підземелля, в яких знайшли 4 склепи — 3 з коштовнооздобленими трунами і один, маленький, з труною в формі лодки. Наразі входи до цих склепів замуровані.[15]
- кінотеатр «Під Куполом» — нинішній кінотеатр було побудовано в 1935 році. Початково тут знаходився дім культури ім. маршала Юзефа Пілсудського, який, роком пізніше, переобладнали в кінотеатр «Солнце».[16] Під час німецької окупації будівлю використовували для зібрань. В повоєнні часи тут також проводили показові судові процеси над членами польського підпілля та Армії крайової.[16] В 1951 році кіно націоналізували. В 2005 році було проведено конкурс і обрано нову назву для кінотеатру — «Під куполом».[17] Зараз кінотеатром керує гостинський культурний центр «Хутнік»,[18], в рамах якого тут функціонує місцевий клуб фантастики «Купол забуття»[19], який є організатором місцевого щорічного фестивалю фантастики Госткон[20].
- Костьол Святого Духа[pl] — після того, як Гостинь в 1887 році було призначено центром повяту, зросла кількість протестантського населення, через що в 1905 році розпочато будову протестантської церкви св. Христа і св. Мальгожати. Будівельні роботи закінчилися в 1907—1908 роках. Незважаючи на те, що після перемоги Великопольского повстання положення німецької меншини змінилося і більшість німців виїхала з Гостиню, церква залишалася лютеранською до 1945 року.[21] Після Другої світової війни місцева німецька меншина зникла, а церква перейшла під контроль католицької церкви. В 1973 було визначено підконтрольні костьолу території, а в 2014 його освятили.[22] Покровителями костьолу стали Святий Дух і Пресвяте Серце Ісуса. Зараз на фасаді встановлено пам'ятну табличку, в честь Франчішка Олейнічака[pl] — місцевого священника і видатного громадського діяча[23].
- будинок повятового староства і міського уряду — нинішня будівля побудована в 1899—1900 рр.[24]
- готель «Полонія» — будівля повстала в 19 сторіччі як єврейський готель та ресторан і потім кілька разів змінювала власників та своє призначення. Сучасна назва з'явилася завдяки Владиславу Йезерському, який в 1922 році викупив будівлю і відкрив тут готель «Полонія», який став місцем проведення зібрань різноманітних гостинських організацій[25].
- житловий будинок «Бомбоньєрка» — будівля, побудована на зламі 19-20 століть, в якій в різний час знаходилося кілька ресторанів, готелів та кінотеатрів. Свою назву будівля отримала від створеного тут ресторану-кав'ярні «Бомбоньєрка». «Бомбоньєрка» мала естрадну залу, яку орендували під різноманітні культурні події. Тут проходили зібрання гостинського футбольного клубу "Каня"[pl] та вистави аматорського театрального клубу «Фредрум», активним членом якого був Марчинський.[26]
- шпиталь — історія заснування гостинського шпиталю тісно пов'язана з громадською організацією «Казино Гостинське», яка після ліквідації, в своїй садибі влаштувала лікарню і дитячий будинок. Для праці в новоствореній установі запрошено з Познаню сестр милосердя, які в 1849 році створили тут шпиталь з 46 ліжками.[27] Наприкінці 19 сторіччя шпиталю надано статус повятового, а з 1953 року його покровителем є Кароль Марчинковський[pl] — видатний громадський діяч, лікар і один з учасників «Гостинського Казино».[6]
- бібліотека — будівлю сучасної гостинської бібліотеки було збудовано в 1934 році в якості садиби Товариства жіночої чительні — організації, серед завдань якої було створення власної бібліотеки і освітня діяльність.[28] Членкині товариства закупали книжки, проводили літературні вечори, зібрали кошти на будову садиби.[29] Створені ними бібліотечні збіри серйозно постраждали під час німецької та радянської окупацій. Діяльність Товариство, яке після 1946 року продовжувало свою діяльність тільки на папері, припинилася в 1953 році.[30] В 1947 році бібліотеку перетворили на повітову та міську публічну бібліотеку. Під керівництвом нового директора, Петра Лаурентовського, за допомогою місцевої громади почалася збірка книжок до фондів. В 1969—1972 роках бібліотеку перебудували, створивши сучасну, триповерхову будівлю[30]. Зараз бібліотека проводить активну діяльність — функціонують відділи та читальні зали для дітей та дорослих, випозичальня фільмів та електронних книг[31], мандрівна бібліотека — «Бібліобус»[32], та розлога публічна програма, яка включає книжковий клуб, секції, конкурси, зустрічі з письменниками та ін[33]. Завдяки цьому, бібліотека входить до числа найкращих в Польщі.[34]

На території Гостиню та його околиць владою гміни в співпраці з місцевим музеєм організовано проект «Слідами історії» — було встановлено таблиці з інформацією про місцеву історію (польською, англійською і німецькою мовами).
Крім того, місцеве історичне товариство «Miejsce Moje» («Моє місце»), метою якого є популяризація місцевої історії, створило серію історичних фільмів і тематичних прогулянок-квестів, доступних онлайн.

## Населення
Демографічна структура станом на 31 березня 2011 року:
|          | Загалом | Допрацездатний вік | Працездатний вік | Постпрацездатний вік |
| -------- | ------- | ------------------ | ---------------- | -------------------- |
| Чоловіки | 9800    | 1897               | 6944             | 959                  |
| Жінки    | 10518   | 1789               | 6504             | 2225                 |
| Разом    | 20318   | 3686               | 13448            | 3184                 |

## Цікаві факти
- На території Гостиню початку 20 сторіччя відбуваються дії детективної серії про пригоди познанського прокурора Адама Карського. Автором книжок є місцевий віцебурмістр, письменник і історик Гжегош Скорупський.[38] Книжки містять описи та цікаві факти стосовно гостинських історичних місць[39], а за їх мотивами було створено окрему прогулянку-квест[40].